# 九州大学総合研究博物館
九州大学総合研究博物館（きゅうしゅうだいがくそうごうけんきゅうはくぶつかん）は、学内共同教育研究施設として九州大学が設置・運営している博物館である。

## 概要
2000年4月に箱崎キャンパスに開館。学術標本の収蔵・保存、展示・公開、学術標本の調査・分析、またそれらに関する研究教育の支援も行い、大学内外の研究教育活動に寄与している。2018年秋に箱崎キャンパスの大部分の組織が伊都キャンパスに移転してからも引き続き箱崎キャンパスの施設を利用している。

## 来館案内
- 入館料：無料
- 開館時間：10:00 - 16:30
- 開館日：月曜日 - 金曜日の平日
- 休館日：土曜日・日曜日、休日（お盆・年末年始の大学一斉休暇日、施設点検等の臨時休館）
- 交通：地下鉄箱崎線箱崎九大前駅またはJR箱崎駅から徒歩